# Дневни центар за стара и одрасла лица
Дневни центар за стара и одрасла лица су институционализовани или приватни програми бриге за одрасле особе које су неспособне да се брину о себи, укључујући и особе са менталним хендикепом. Програми у овим институцијама оријентисани су на активности дневне бриге у окружењу сличном породичном и под надзором професионалаца.